# Les Jeux sauvages
Les Jeux sauvages est un roman de Paul Colin publié le 18 octobre 1950 et ayant obtenu le prix Goncourt la même année.

## Historique
Le roman obtient le prix Goncourt, non sans contestation, alors qu'il est en compétition avec Un barrage contre le Pacifique de Marguerite Duras. Son auteur publiera un unique autre roman en 1959, puis se retirera définitivement de la vie littéraire pour s'occuper de son exploitation agricole, nouvellement acquise, dans le sud de la France.

## Éditions
- Les Jeux sauvages, Éditions Gallimard, 1950,  (ISBN 2070216136).